# جزيرة سن توب
جزيرة سن توب هو مسلسل أنيمشن تلفزيوني من إنتاج شركة سن توب بدأ عرضه لأول مره في 2016 على قناة سبيس تون ويحكي المسلسل عن السيد سن توب ورفاقه على الجزيرة ومغامراتهم.

## روابط خارجية
- قناة سن توب الرسمية على اليوتيوب